# Haliotis pourtalesii
Haliotis pourtalesii (em inglês Pourtales's abalone) é uma espécie de pequeno molusco gastrópode marinho pertencente à família Haliotidae. Foi classificada por Dall, em 1881. É nativa do oeste do oceano Atlântico, em águas moderadamente profundas.

## Descrição da concha
Concha com até 2.5 centímetros, com 3 voltas completas e superfície de coloração amarelada ou salmão a alaranjada, por vezes marmoreada, até abóbora ou vermelho amarronzada; dotada de 22 a 27 estrias espirais como relevo e 4 a 5 perfurações abertas em sua superfície. Região interna da concha nacarada, apresentando o relevo da face externa visível.

## Taxonomia e distribuição geográfica
Os espécimes hoje denominados Haliotis pourtalesii já estiveram sob táxon distintos no passado: Haliotis pourtalesii (Dall, 1881) e Haliotis aurantium (Simone, 1998). Atualmente tais espécies se colocam como subespécies: Haliotis pourtalesii pourtalesii e Haliotis pourtalesii aurantium.
Vivem entre 10 a 300 metros de profundidade (Rios a descreve entre 60 a 360 metros, em algas Laminaria e em fundos de algas calcárias e conchas quebradas), ocorrendo desde a Carolina do Norte ao mar do Caribe, em Aruba, Bonaire, Curaçao, Golfo do México e Iucatã, Cuba, Colômbia, Venezuela, Suriname e na costa do Brasil, do Pará, ou Amapá, ao Rio Grande do Sul, com a subespécie Haliotis pourtalesii aurantium, de concha com coloração mais intensa, ocorrendo principalmente na região sudeste do Brasil.

## Descoberta e nomenclatura
A história da descoberta e descrição desta espécie se inicia pela coleta do primeiro exemplar, realizada em 31 de março de 1869 a uma profundidade aproximada de 350 metros, pelo naturalista suíço-americano Louis François de Pourtalès (1824-1880), no navio da expedição Bibb, na costa sul da Flórida. O material da expedição, com este holótipo, foi enviado para o Museu de História Natural dos Estados Unidos, em Washington, e posteriormente enviado para Chicago; depositado na Academia de Ciência de Chicago para estudo pelo Dr. William Stimpson (1832-1872), onde foi destruído pelo grande incêndio de Chicago, em 1871, sem ser descrita a especie.
O malacologista William Healey Dall (1845-1927), fascinado pelo espécime que havia estudado enquanto esteve no Museu de História Natural dos Estados Unidos, o descreve de memória, em 1881, e o nomeia em homenagem a seu coletor como Haliotis pourtalesii. Oito anos mais tarde, Dall redescreve a espécie com base em dois espécimes coletados nas Galápagos, no oceano Pacífico, pelo navio-expedição Albatross; até 1915, quando John B. Henderson compara espécimes, coletados dois anos antes pelo navio da expedição Eolis (em Florida Keys) com estes. Esta comparação faz Henderson achar que o material das Galápagos e os recolhidos por ele não são a mesma espécie; designando o material das Galápagos como uma nova espécie, Haliotis dalli, e definindo o neótipo de Haliotis pourtalesii.

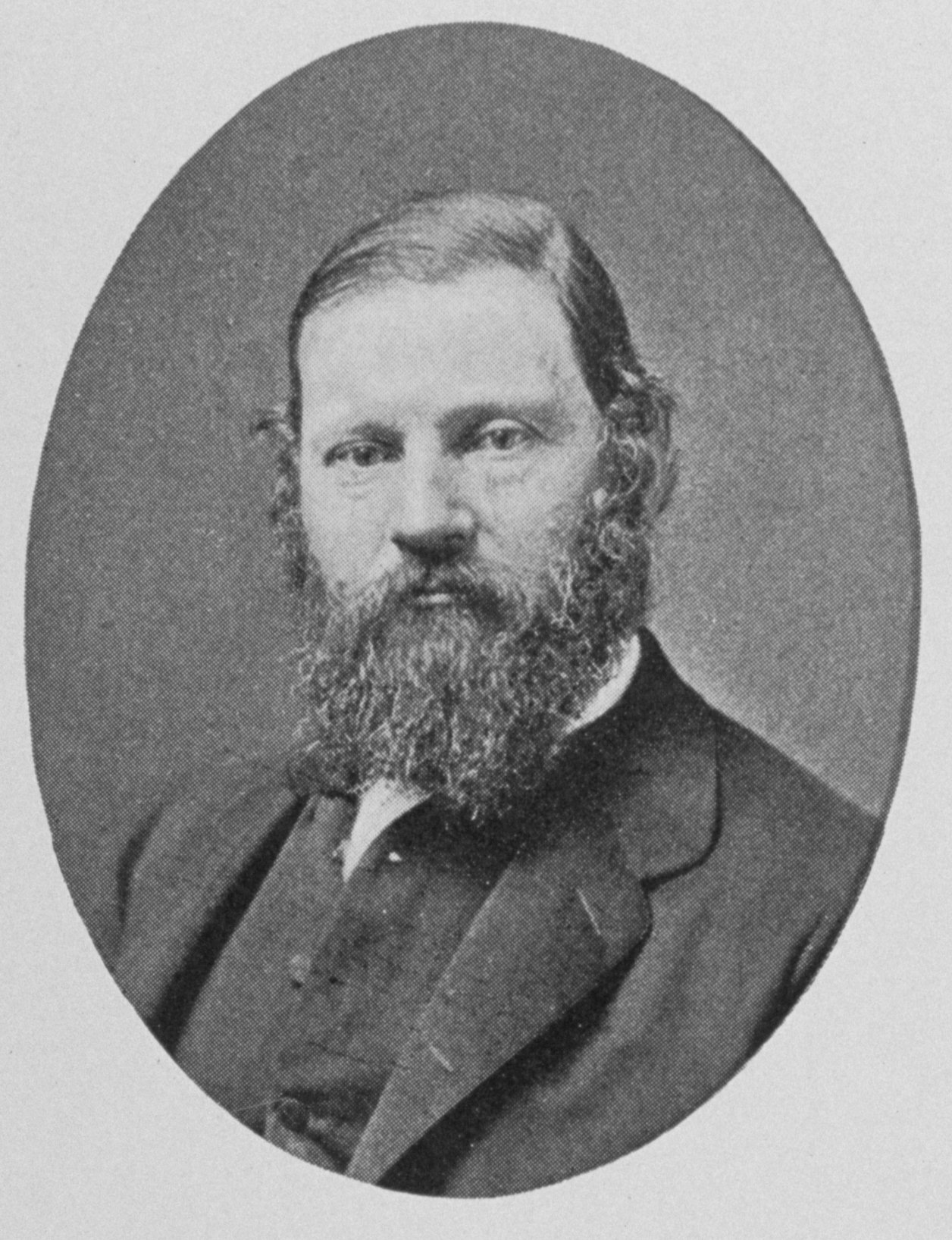
Louis François de Pourtalès, o coletor da espécie (em 1869).
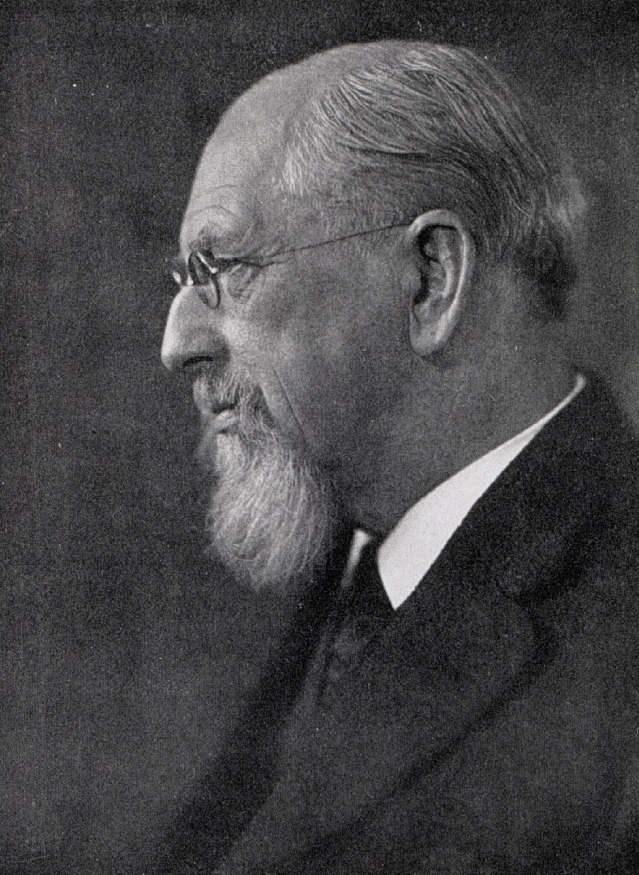
William Healey Dall, o catalogador da espécie (em 1881), em memória a Pourtalès.
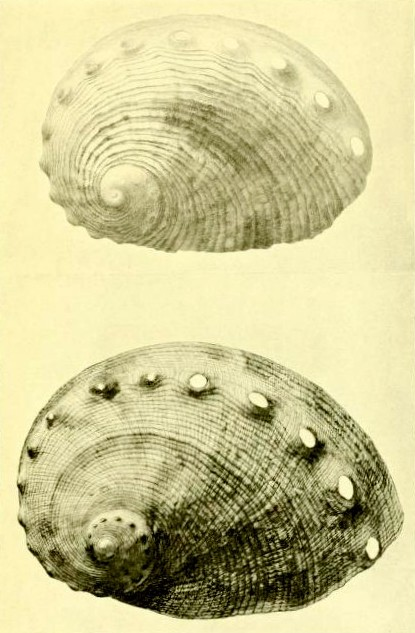
Haliotis dalli (abaixo), por John B. Henderson (em 1915), em memória a Dall.